# Masacre de La Gabarra de 1999
La masacre de La Gabarra de 1999 fue una matanza perpetrada la noche del 21 de agosto de 1999, en el corregimiento de La Gabarra, de Tibú (Norte de Santander) en Colombia, cercano a la frontera con Venezuela. Fue perpetrada por paramilitares del Bloque Catatumbo de las Autodefensas Unidas de Colombia (AUC) contra civiles. Entre 35 y 43 personas fueron masacradas acusadas, sin fundamento alguno, de ser "supuestos guerrilleros"; otras versiones de testigos (personas del pueblo) señalan a más de 100 las personas asesinadas, ya que no se tuvieron en cuenta los asesinatos perpetrados los días siguientes en los campos, ni otras víctimas que fueron desmembradas y lanzadas a los ríos cercanos, además de algunos cadáveres que fueron retirados por sus familiares antes de la llegada del Cuerpo Técnico de Investigación al día siguiente.

## Antecedentes
Carlos Castaño y Salvatore Mancuso, tenían como objetivo tomar Tibú en la Región del Catatumbo (Norte de Santander), esta región tenía cultivos de coca que eran las finanzas de las Fuerzas Armadas Revolucionarias de Colombia - Ejército del Pueblo (FARC-EP) y el Ejército de Liberación Nacional (ELN).

## Hechos
En mayo de 1999 cerca de 200 paramilitares se desplazaron de la Región de Urabá (Córdoba y Antioquia) hasta Tibú, vía que posteriormente le denominarían como "el camino de la muerte". Después de varios meses de combate con los guerrilleros de las Fuerzas Armadas Revolucionarias de Colombia - Ejército del Pueblo (FARC-EP) en la vía Tibú - La Gabarra, la tarde del 21 de agosto de 1999 un escuadrón de las AUC, denominados "Los Azules", entraron al poblado fácilmente, puesto que el Ejército Nacional, que hacía presencia en el pueblo, removió los puestos de control a su llegada.
La masacre fue perpetrada el mismo día al anochecer, en distintos puntos del pueblo. Testigos afirman que el escuadrón AUC ingresó a los negocios de expendidos de bebidas alcohólicas (bares y estancos) con una lista de personas en mano y asesinaron a sangre fría a quienes estaban inscritas en ella. También existen versiones que narran ingresos a casas donde forzaban las puertas con hachas. El final de la masacre se anuncia en la madrugada del 22 de agosto con una bengala en el cielo, la cual afirman los pobladores, fue lanzada desde la base del Ejército Nacional que existe en el pueblo como señal de que ya debían terminar la masacre.

## Consecuencias
Esta masacre marcó el inicio de una serie de disputas territoriales que dejaron, en total, según informes del Centro de Investigación y Educación Popular (Cinep), cerca de 100 muertos. En 1999, Tibú registró 11.665 desplazados, según el Registro Único de Víctimas. El 6 de septiembre de 2001, guerrilleros del Ejército de Liberación Nacional (ELN) perpetraron otra masacre en La Gabarra que dejó 10 muertos. El 15 de junio de 2004, se registró otra masacre en La Gabarra, perpetrada por las Fuerzas Armadas Revolucionarias de Colombia - Ejército del Pueblo (FARC-EP), que dejó 34 muertos.

## Condenas
Por este hecho en 2007 fue condenado a 40 años de prisión el excomandante del Batallón de Contraguerrilla n°46, entonces teniente Luis Fernando Campuzano,  y culpado coautor de estos hechos. La sentencia emitida por la Corte Suprema de Justicia señala que el oficial permitió la llegada y entrada del escuadrón de las AUC al casco urbano, y consiguiente no hizo nada mientras se perpetraba la masacre, sino que ordenó a los militares no salir de la base, argumentando un supuesto ataque por fuerzas insurgentes, versión desmentidas por varios testigos.
En 2004, el Tribunal administrativo de Cundinamarca condenó al Estado a pagar cerca de 45 mil millones de pesos a un grupo de 120 víctimas.  El mayor Mauricio Llorente Chávez y tres policías fueron sentenciados a 40 años de cárcel por la Corte Suprema de Justicia, por participar en los crímenes ocurridos durante esa época en el Catatumbo.